# Sanford (Maine)
Sanford is een plaats (town) in de Amerikaanse staat Maine, en valt bestuurlijk gezien onder York County.

## Demografie
Bij de volkstelling in 2000 werd het aantal inwoners vastgesteld op 20.806.

## Geografie
Volgens het United States Census Bureau beslaat de plaats een oppervlakte van 126,2 km², waarvan 123,8 km² land en 2,4 km² water.

## Plaatsen in de nabije omgeving
De onderstaande figuur toont nabijgelegen plaatsen in een straal van 20 km rond Sanford.